# イデベンチャー
「イデベンチャー」の正式名は、「原井手（はるいで）下りアドベンチャー　イデベンチャー」。英語表記：IDE-adventureで、熊本県菊池市水源地区、廃校を活用した交流施設「きくちふるさと水源交流館（菊池市原1600）」の体験プログラムのひとつ。

## 概要
農業遺産である農業用水路「原井手（はるいで）」をカヤックで下る体験。体験は、県内屈指の水量を誇る原井手にカヤック（2人乗り）を浮かべ、水の流れに身をまかせるだけ。橋の下をくぐり、真っ暗な水路トンネルを通り、水の流れる音や風を感じながら特別な時間を過ごすことができる。
きくちふるさと水源交流館を管理・運営する「NPO法人きらり水源村」が、里山イノベーション、地域づくり、グリーンツーリズム推進の取組みとして平成26年度に考案、翌年の平成27年度から本格的に運営を開始。
原井手管理委員会（井手を利用する農業者による管理運営組織）と連携した体験プログラム。農業者へ負担をかけないために、稲作で井手の水量が多い時期（7～9月）のみ実施。
2018年度「スポーツ文化ツーリズムアワード2018」（スポーツ庁、文化庁、観光庁）マイスター部門　受賞

## コース・料金
・イデベンチャーコース（全長約4㎞）　※熊本地震の被災により提供中止
・新マブコース（全長約2㎞）　中学生以上3,000円、小学生以下2,000円　※レギュラーコース
・ショートコース（全長約700ｍ）　小学生以上1,000円、未就学児500円　※小学生以下の団体のみに提供

## 原井手（はるいで）
元禄、江戸幕府将軍・徳川綱吉の時代。菊池市河原地区は、阿蘇溶岩の台地が広がり水の利便性が悪く、人びとのくらしは大変厳しかった。河原手永惣庄屋・河原杢左衛門（かわはらもくざえもん）は菊池川上流から水を引く井手の計画をたて、４年余りの歳月を経て元禄14年（1701年）に完成。里山を縫うように繋がる井手は、総延長は11ｋｍにおよび、500ｍを超えるトンネル（マブ）が掘られた。この井手の完成により、河原地区・水源地区の210haの水田を潤すこととなった。

## 熊本地震による影響
平成28年度は熊本地震により水源地区には住居も含め多くの被害があり、原井手も数か所で崩壊などの被害があった。また、その後の大雨では土砂崩れが各所で起こり土砂で井手が埋まってしまうなど、河原地区・水源地区の農業が大きな打撃を受けた。原井手管理委員会の農業者を中心とした地域住民の方々の尽力で井手の復旧作業を行った。
　現在も、被災によって崖崩れ等の危険があるエリアが残っており、「アドベンチャーコース（全長約4㎞）」の提供を中止している。